# Manfred Uschner
Manfred Uschner (* 16. Mai 1937 in Magdeburg; † 13. November 2007 in Berlin) war ein deutscher Politologe, Buchautor und früherer Mitarbeiter des Zentralkomitees der SED.

## Leben
Manfred Uschner studierte in der DDR an der Deutschen Akademie für Staats- und Rechtswissenschaft in Potsdam-Babelsberg Außenpolitik. Ab 1968 war er wissenschaftlicher Mitarbeiter in der Abteilung Internationale Verbindungen beim Zentralkomitee der SED und arbeitete als persönlicher Referent des ZK-Sekretärs Hermann Axen. Am 20. Februar 1989 wurde Uschner auf Anordnung des Generalsekretärs des ZK der SED, Erich Honecker, wegen intensiver Kontakte zu Egon Bahr als politisch unzuverlässig aus dem ZK-Apparat entfernt.
Uschner publizierte Informationen über die Entstehung von Beschlussvorlagen für das Politbüro und das ZK-Sekretariat. Er beschreibt dabei die vollständige Unterwerfung des Staatsapparates der DDR unter den Parteiapparat der SED.
1997 gehörte er zu den Gründungsmitgliedern des Willy-Brandt-Kreises.

## Auszeichnungen
Manfred Uschner wurde mit dem Vaterländischen Verdienstorden in Silber (1985) und Gold (1987) sowie mit dem Orden Banner der Arbeit Stufe I (1985) ausgezeichnet.

## Schriften
- Entwicklungspolitik, Expansion, Globalstrategie. Staatsverlag der DDR, Berlin 1969.
- Lateinamerika – Schauplatz revolutionärer Kämpfe. Staatsverlag der DDR, Berlin 1975, in Lizenz auch im Verlag Marxistische Blätter, Frankfurt am Main 1975.
- Die Ostpolitik der SPD. Dietz, Berlin 1991, ISBN 3-320-01714-4.
- Die zweite Etage. Dietz, Berlin 1993, ISBN 3-320-01792-6.
- Die roten Socken. Dietz, Berlin 1995, ISBN 3-320-01870-1.